# Trachyusa indrik
Trachyusa indrik är en stekelart som beskrevs av Sergey A. Belokobylskij 1998. Trachyusa indrik ingår i släktet Trachyusa och familjen bracksteklar. Inga underarter finns listade i Catalogue of Life.